# Final Fight
Final Fight (ファイナルファイト Fainaru Faito?) es un videojuego de tipo yo contra el barrio desarrollado por Capcom y lanzado originalmente para arcades en 1989. Es el primer título de la serie Final Fight.

## Argumento
La historia se desarrolla a principios de la década de 1990 (1989 en la versión japonesa) en Metro City, una ciudad ficticia de la costa atlántica de Estados Unidos asolada por el crimen. El nuevo alcalde, Mike Haggar, un exluchador profesional, recibe una llamada de Damnd, miembro de la banda Mad Gear, quien le informa que su hija Jessica ha sido secuestrada. La banda exige que Haggar permita que continúen sus actividades criminales. Con la ayuda de Cody Travers y Guy, amigos de Jessica, Haggar se embarca en una misión para rescatarla y limpiar la ciudad de la banda Mad Gear.

### Posible inspiración en hechos reales
Se ha sugerido una posible conexión entre el argumento del juego y un caso real ocurrido en Rock Creek, Ohio, en la década de 1960. Los habitantes del pueblo se enfrentaron a una pandilla que amenazaba sus vidas y propiedades. Tras la renuncia de varios jefes de policía debido al acoso de la banda, Robert Hamrick asumió el cargo en 1969 con la determinación de erradicarla.
Luego de que se lograse la recuperación de un auto robado y la detención de dos miembros de la banda, Hamrick y su familia fueron acosados, recibiendo llamadas telefónicas con amenazas de muerte, pero Hamrick se mantuvo firme. 
Finalmente, en marzo de 1970, su cuerpo fue encontrado en su coche patrulla, catalogándose su muerte como suicidio, aunque hubo rumores de que la pandilla estuvo involucrada.

## Jugabilidad
Final Fight es un beat 'em up de desplazamiento lateral en el que el jugador (o jugadores en modo cooperativo) controla a uno de los tres personajes jugables (Cody, Guy o Mike Haggar) a través de varios niveles, luchando contra oleadas de enemigos.
- Movimientos básicos: Los personajes pueden realizar puñetazos, patadas (incluyendo patadas en salto), agarres y lanzamientos.
- Ataque especial (360º): Pulsando los botones de ataque y salto simultáneamente, el personaje realiza un ataque giratorio que golpea a los enemigos circundantes, pero consume una pequeña cantidad de salud.
- Agarres y lanzamientos: Al acercarse a un enemigo, el personaje lo agarra automáticamente. Desde esta posición, se pueden realizar diferentes lanzamientos.
- Salto de pared (Guy): Guy es el único personaje que puede realizar un salto de pared, rebotando en ella para atacar a los enemigos.
- Objetos y armas: Se pueden recoger y utilizar diversos objetos, como cuchillos (que Cody puede usar para apuñalar), tuberías y espadas. Algunos objetos del escenario, como barriles y cabinas telefónicas, pueden romperse para encontrar objetos ocultos.
- Ataque Bomba: Es un ataque exclusivo de Haggar, donde sujeta al enemigo, y salta para aplastarlo contra el suelo.

## Personajes

### Personajes jugables
- Cody Travers: Experto en artes marciales y lucha callejera, hábil con los cuchillos.
- Guy: Experto en ninjutsu.
- Mike Haggar: Exluchador profesional y alcalde de Metro City.

### Enemigos

#### Enemigos comunes
- Matones básicos (Bred, Simmons, Jake y Dug): Enemigos débiles y abundantes que atacan con puñetazos y patadas.
- Punks (J y Two P.): Más rápidos que los matones básicos, pero no saltan.
- Enemigos altos (Axl y Slash): Altos y fuertes, con más resistencia, pero lentos.
- Gordos (G. Oriber, Bill Bull y Wong Who): Enemigos obesos que atacan con embestidas, cabezazos y patadas.
- Familia Andore (Andore, Andore Jr., G. Andore, U. Andore, F. Andore): Luchadores fuertes que utilizan agarres, embestidas y lanzamientos.
- Chicas acróbatas (Poison y Roxy): Enemigas ágiles que atacan con patadas voladoras y acrobacias.
- Sicarios (Holly Wood, El Gado y Hollywood): Enemigos que utilizan cuchillos para lanzar y apuñalar (excepto Hollywood, que usa dinamita).

#### Jefes de nivel
- Nivel 1: Damnd (Thrasher en la versión de SNES): Ataca con puñetazos y patadas, y es relativamente rápido.
- Nivel 2: Sodom (Katana en la versión de SNES): Utiliza una embestida y dos espadas katana.
- Nivel 3: Edi E.: Policía corrupto que ataca con una porra y, cuando su salud disminuye, con una pistola.
- Nivel 4: Rolento Schugerg: Exmilitar que utiliza granadas y un palo.
- Nivel 5: Abigail: Luchador callejero que ataca con puñetazos y embestidas.
- Nivel 6: Horace Belger: Líder de la banda Mad Gear.  Ataca con una ballesta desde una silla de ruedas.

## Niveles
El juego se compone de seis niveles principales, con dos niveles de bonificación:
1. Suburbios (Slum): El juego comienza en una calle de los suburbios, donde los jugadores se enfrentan a varios enemigos comunes.  Luego, se avanza a un almacén subterráneo.  El jefe de este nivel es Damnd.
2. Metro y Parque (Subway, Park):  El nivel comienza en el metro, donde los jugadores abordan un vagón y luchan contra más enemigos.  Después, el escenario cambia a un parque, donde se encuentra un ring de lucha. El jefe de este nivel es Sodom.
- Nivel de bonificación: Destruir un coche.

3. Área Oeste (West Side): Los jugadores recorren las calles del área oeste hasta llegar a un bar.  El jefe de este nivel, que se encuentra al final del bar, es Edi E.
4. Polígono Industrial (Industrial Area):  Este nivel se desarrolla en una zona industrial, con un ascensor que lleva a una estructura en construcción.  El jefe de este nivel, Rolento, se encuentra en la parte superior de la estructura.
5. La Bahía (Bay Area): El escenario es la zona costera de Metro City, incluyendo paseos marítimos y baños públicos.  El jefe de este nivel es Abigail.
- Nivel de bonificación: Romper cristales.

6. Rascacielos (Up Town):  El nivel final se desarrolla en la zona rica de la ciudad, con calles y edificios altos. El jefe final, Horace Belger, se encuentra en un rascacielos.

## Objetos
- Comida: Varios alimentos que recuperan salud, desde chicles hasta barbacoas.
- Objetos rompibles: Toneles, papeleras, cabinas telefónicas, cajas, etc., que pueden contener objetos.
- Armas: Cuchillos (que Cody puede usar para apuñalar), tuberías y espadas.

## Diferencias entre versiones
La versión de Super Nintendo (SNES) presenta varias diferencias con respecto a la versión original de arcade:
- Personajes jugables: Guy no es un personaje jugable.
- Modo multijugador: Se eliminó el modo cooperativo para dos jugadores.
- Nivel Industrial: Se eliminó el nivel "Industrial Area" completo, eliminando también a Rolento como jefe como consecuencia.
- Enemigos: Poison y Roxy fueron reemplazadas por personajes masculinos (Sid y Billy) debido a la controversia sobre la violencia contra la mujer.[4] Se cambió el color de piel de varios enemigos.
- Música: Se remezcló la banda sonora.
- Nombre de los jefes: Se modificaron algunos nombre como el de Sodom a katana.
- Censura: Se censuraron algunos elementos, como la expresión "Oh my God!" y referencias religiosas.[4]
- Animaciones: Se simplificaron las animaciones del juego por las limitaciones del hardware.
- Dificultad: Se modifico la dificultad en ciertas áreas, suprimiendo o cambiando la dificultad de algunos enemigos y jefes.

## Recepción
Final Fight fue bien recibido por la crítica y el público, convirtiéndose en un éxito comercial y un referente del género beat 'em up.